# Bila Tserkva (oblast Kiev)
Bila Tserkva (Oekraïens: Біла Церква; Russisch: Белая Церковь, Belaja Tserkov) is een stad in de oblast Kiev, in het midden van Oekraïne. De stad ligt aan de rivier Ros, op ongeveer 80 kilometer ten zuiden van de hoofdstad Kiev. In 2006 had de stad 206.120 inwoners. Bila Tserkva betekent letterlijk Witte kerk.
Bila Tserkva werd in 1032 gesticht tijdens het Kievse Rijk. Vanaf 1363 hoorde het bij het Grootvorstendom Litouwen, vanaf 1569 bij het Pools-Litouwse Gemenebest, en vanaf 1797 hoorde het bij het Keizerrijk Rusland. In de negentiende eeuw was de stad een belangrijke marktplaats. Bila Tserkva werd tijdens de Sovjettijd een belangrijke industriestad. Tijdens de Duitse bezetting in de Tweede Wereldoorlog werden 90 Joodse kinderen van één tot zeven jaar oud vlak bij de stad vermoord door Einsatzgruppe C.

## Geboren in  Bila Tserkva
- David Bronstein (1924-2006),  internationaal schaakgrootmeester
- Ivan Mazepa (1639-1709), hoofdman van de Oekraïense kozakken
- Sjemoe'el Jeroesjalmie, Israëlisch protestdichter
- Lyudmila Pavlichenko (1916-1974), sluipschutter tijdens de Tweede Wereldoorlog
- Artoer Dmitrijev (1968), kunstschaatser